# Ownham
Ownham – osada w Anglii, w hrabstwie ceremonialnym Berkshire, w dystrykcie (unitary authority) West Berkshire. Leży 30 km na zachód od centrum miasta Reading i 89 km na zachód od centrum Londynu.